# Štefan Fernyák
Štefan Fernyák (ur. 2 czerwca 1973) – słowacki zapaśnik walczący w stylu wolnym. Dwukrotny olimpijczyk. Zajął ósme miejsce w Sydney 2000 i szesnaste w Atenach 2004. Walczył w kategorii 84 kg.
Ośmiokrotny uczestnik mistrzostw świata; szósty w 1994. Brązowy medalista mistrzostw Europy w 1993 roku.
- Turniej w Sydney 2000

Zwyciężył Australijczyka Muse Ilhana a przegrał z Azerem Şamilem Əfəndiyevem i Jang Jae-seongiem ze Korei Południowej.
- Turniej w Atenach 2004

Uległ Węgrowi Gáborowi Hatosowi i Ömerowi Çubukçu z Turcji.